# مصرف تفریحی دارو
مصرف تفریحی مواد یا دارو به استفاده از یک داروی روان‌انگیز برای تغییر حالت هوشیاری یا برای لذت و سرگرمی همراه با تغییر ادراک، احساسات و عواطف مصرف کننده می‌گویند. هنگامی که یک داروی روان‌انگیز (سایکو اکتیو) وارد بدن می‌شود، اثر مست کننده‌ای در مصرف کننده ایجاد می‌کند. به‌طور کلی داروهای تفریحی به سه دسته تقسیم می‌شود: سرکوب‌کننده‌ها (داروهایی که باعث ایجاد حس آرامش می‌شوند)، محرک‌ها (داروهایی که حس انرژی و هوشیاری را القا می‌کنند) و داروهای توهم‌زا (داروهایی که باعث تحریف ادراکی مانند توهم می‌شوند).